# Малый скрытохвост
Малый скрытохвост, или коричневый криптуреллус (лат. Crypturellus soui) — вид птиц семейства тинаму, встречающийся в Центральной и Южной Америке.

## Таксономия
Все тинаму из одноимённого семейства, а в также большого дерева бескилевых. В отличие от многих бескилевых, таких как страусы и эму, тинаму могут летать, но плохо. Все бескилевые произошли от доисторических летающих птиц, а тинаму являются их ближайшими живыми родственниками.
Международный союз орнитологов выделяет 14 подвидов:
- C. s. meserythrus встречается в южной Мексике, Белизе, Гондурасе, Гватемале, Сальвадоре, а также на севере и востоке Никарагуа.
- C. s. modestus встречается в Коста-Рике и западной Панаме.
- C. s. capnodes встречается на равнинах северо-западной Панамы.
- C. s. poliocephalus встречается на тихоокеанском побережье Панамы, а также в её провинциях: Верагуас, Эррера, Лос-Сантос, Кокле.
- C. s. panamensis встречается на обоих берегах Панамы и Жемчужных островах.
- C. s. mustelinus встречается на северо-востоке Колумбии и крайнем северо-западе Венесуэлы.
- C. s. soui встречается в восточной Колумбии, восточной и южной Венесуэле, Гвиане, Гайане, Суринаме и северо-востоке Бразилии.
- C. s. andrei встречается в Тринидаде и районах северной Венесуэлы: Фалькон, Яракуй, Aragua, Варгас, Миранда, Ансоатеги, Сукре, Монагас и федеральный округ Венесуэлы.
- C. s. caucae встречается в долине реки Магдалена на севере и центре Колумбии.
- C. s. harterti встречается на тихоокеанском склоне Колумбии и Эквадора.
- C. s. caquetae встречается в юго-восточной Колумбии и её департаментах: Мета, Какета, Ваупес и Гуавьяре.
- C. s. nigriceps встречается в восточном Эквадоре и на северо-востоке Перу.
- C. s. albigularis встречается в восточной и северной Бразилии.
- C. s. inconspicuus встречается в северной Боливии, а также в центре и на востоке Перу.

## Среда обитания и ареал
Обитает в равнинных и вечнозелёных тропических лесах, у лесных берегов рек, вторичных лесах и низменных кустарниках на высоте 2000 м над уровнем моря. Они также достаточно успешно используют освобождённые от леса территории, плантации и фермерские угодья. Коричневый криптуреллус встречается в Центральной Америке, а также в северной части Южной Америки.

## Поведение
Коричневого криптуреллуса редко можно заметить в тёмных, густых лесах, блуждающего по кустарникам. Его можно определить по его медленному свистящему пению (мягкое, испускаемое ржание, представляющее собой ряд одиночных нот, темп которых в конце увеличиваются), издаваемое обоими полами. Птицы питаются семенами, ягодами и насекомыми.

## Размножение
Период размножения коричневого криптуреллуса длится с мая по октябрь. Его гнездо представляет собой небольшое углубление в лесной подстилке, иногда выложенное листьями у основания дерева или в густых зарослях. Птица обычно откладывает два блестящих тёмно-фиолетовых яйца (иногда только одно). Размер яиц-примерно 41-32 мм. Яйца насиживаются самцами. Молодые особи могут сразу убежать, как только они вылупятся.

## Описание
Коричневый криптуреллус примерно 22-24 см в длину и весит 220 г. Этот вид ведёт скрытный, одиночный и осторожный образ жизни. Хотя он и похож на других птиц, обитающих на земле, таких как перепел и куропатка, они совершенно не связаны с этими группами. Она имеет дымчато-коричневое оперение без крапинок, серую голову и беловатое горло. Её передняя часть груди коричневатая, а брюхо — светло-коричневого цвета. Нижняя часть туловища самки более рыжевато-коричневая, чем у самца. Ноги птиц могут быть серыми, оливковыми или желтыми.

## Статус
Коричневый криптуреллус, согласно МСОП , находится под наименьшей угрозой с ареалом 9,500,000 км².